# Acanthopale
- Commons
- Wikispecies

Acanthopale C.B.Clarke, segundo o Sistema APG II, é um gênero botânico da família Acanthaceae.

## Espécies
Segundo o The Plant List, as espécies aceites são:
- Acanthopale albosetulosa
- Acanthopale confertiflora
- Acanthopale decempedalis
- Acanthopale laxiflora
- Acanthopale longipilosa
- Acanthopale macrocarpa
- Acanthopale madagascariensis
- Acanthopale pubescens

## Classificação do gênero
| Sistema | Classificação                       | Referência            |
| ------- | ----------------------------------- | --------------------- |
| APG II  | Ordem Lamiales, família Acanthaceae | APweb, versão 9, 2008 |